# Liste der Kulturdenkmale in Fürstenau (Altenberg)
Die Liste der Kulturdenkmale in Fürstenau (Altenberg) enthält die Kulturdenkmale im Altenberger Ortsteil Fürstenau. Die Anmerkungen sind zu beachten.
Diese Liste ist eine Teilliste der Liste der Kulturdenkmale in Altenberg. 

Diese Liste ist eine Teilliste der Liste der Kulturdenkmale in Sachsen.

## Legende
- Bild: Bild des Kulturdenkmals, ggf. zusätzlich mit einem Link zu weiteren Fotos des Kulturdenkmals im Medienarchiv Wikimedia Commons. Wenn man auf das Kamerasymbol klickt, können Fotos zu Kulturdenkmalen aus dieser Liste hochgeladen werden:
- Bezeichnung: Denkmalgeschützte Objekte und ggf. Bauwerksname des Kulturdenkmals
- Lage: Straßenname und Hausnummer oder Flurstücknummer des Kulturdenkmals. Die Grundsortierung der Liste erfolgt nach dieser Adresse. Der Link (Karte) führt zu verschiedenen Kartendiensten mit der Position des Kulturdenkmals. Fehlt dieser Link, wurden die Koordinaten noch nicht eingetragen. Sind diese bekannt, können sie über ein Tool mit einer Kartenansicht einfach nachgetragen werden. In dieser Kartenansicht sind Kulturdenkmale ohne Koordinaten mit einem roten bzw. orangen Marker dargestellt und können durch Verschieben auf die richtige Position in der Karte mit Koordinaten versehen werden. Kulturdenkmale ohne Bild sind an einem blauen bzw. roten Marker erkennbar.
- Datierung: Baubeginn, Fertigstellung, Datum der Erstnennung oder grobe zeitliche Einordnung entsprechend des Eintrags in der sächsischen Denkmaldatenbank
- Beschreibung: Kurzcharakteristik des Kulturdenkmals entsprechend des Eintrags in der sächsischen Denkmaldatenbank, ggf. ergänzt durch die dort nur selten veröffentlichten Erfassungstexte oder zusätzliche Informationen
- ID: Vom Landesamt für Denkmalpflege Sachsen vergebene, das Kulturdenkmal eindeutig identifizierende Objekt-Nummer. Der Link führt zum PDF-Denkmaldokument des Landesamtes für Denkmalpflege Sachsen. Bei ehemaligen Kulturdenkmalen können die Objektnummern unbekannt sein und deshalb fehlen bzw. die Links von aus der Datenbank entfernten Objektnummern ins Leere führen. Ein ggf. vorhandenes Icon  führt zu den Angaben des Kulturdenkmals bei Wikidata.

## Fürstenau
| Bild                                    | Bezeichnung                                                                    | Lage                        | Datierung                                                                                                  | Beschreibung | ID       |
| --------------------------------------- | ------------------------------------------------------------------------------ | --------------------------- | --- | --- | -------- |
|                                         | Denkmalschutzgebiet Ortslage Fürstenau (Vorschlag)                             | (Karte)                     | | Fürstenau, als bäuerliche Siedlung bereits in der ersten Rodungsphase um 1250 entstanden, zeigt in seiner südlichen Hälfte („Oberdorf“) in recht reiner Form das „Gebirgsdorf“ nahe dem Erzgebirgskamm. | 09301796 |
|                                         | Silberstolln; Gnade-Gottes-Fundgrube (ehem.)                                   | (Karte)                     | 16. Jh. (Gnade-Gottes-Fundgrube); 1784 (Silberstolln)                                                      | Halde und Mundloch; Sachzeugen der ehemaligen Gnade-Gottes-Fundgrube, seit 1784 als Silberstolln bezeichnete Grube, seit 1959 Schaubergwerk (1 km westlich der Ortsmitte), ortsgeschichtlich und technikgeschichtlich von Bedeutung. Mundloch eines Versuchsstollens auf Silbererze; die Anlage wurde als Schauanlage genutzt; bergbauhistorischer Kontext (LfD/2011). Seit einigen Jahren (2000?) nicht mehr zugänglich - keine Führungen! (geri-oc) | 09277512 |
| Weitere Bilder                          | Dorfkirche Fürstenau mit Kirchenausstattung, Kirchhof, Grabmal und Einfriedung | Dorfstraße (Karte)          | 1885–1887 (Turm Südseite); Anfang 16. Jh. (Taufe); bez. 1683 (Taufschale); 1885 (Orgel); 18. Jh. (Grabmal) | Kirche mit Kirchenausstattung, Kirchhof, Grabmal und Einfriedung; ortsgeschichtlich und baugeschichtlich von Bedeutung. | 09277572 |
| Direkt Bild zu diesem Denkmal hochladen | Wohnstallhaus (ohne Anbau)                                                     | Dorfstraße 11 (Karte)       | 2. Hälfte 18. Jh. (Wohnstallhaus)                                                                          | Wohnstallhaus (ohne Anbau); ortstypisch, baugeschichtlich und sozialgeschichtlich von Bedeutung | 09277568 |
| Direkt Bild zu diesem Denkmal hochladen | Wohnstallhaus                                                                  | Dorfstraße 14 (Karte)       | 2. Hälfte 18. Jh. (Wohnstallhaus)                                                                          | Wohnstallhaus; ortstypisch, baugeschichtlich und sozialgeschichtlich von Bedeutung | 09277564 |
| Direkt Bild zu diesem Denkmal hochladen | Wohnstallhaus                                                                  | Dorfstraße 16 (Karte)       | 2. Hälfte 18. Jh. (Wohnstallhaus)                                                                          | Wohnstallhaus; ortsbildtypisch und überwiegend im Originalzustand erhalten, baugeschichtlich und sozialgeschichtlich von Bedeutung | 09277561 |
| Direkt Bild zu diesem Denkmal hochladen | Wohnstallhaus und Scheune                                                      | Dorfstraße 22 (Karte)       | 1788 (Wohnstallhaus)                                                                                       | Wohnstallhaus und Scheune (Holzkonstruktion) eines Zweiseithofes; ortsbildtypisch und hochgradig ursprünglich erhalten, baugeschichtlich und wirtschaftsgeschichtlich von Bedeutung | 09277560 |
| Direkt Bild zu diesem Denkmal hochladen | Wohnstallhaus                                                                  | Dorfstraße 25 (Karte)       | 18. Jh. (Wohnstallhaus)                                                                                    | Wohnstallhaus; hochgradig im ursprünglichen Aussehen erhalten, ortsbildtypische Bauweise, baugeschichtlich und sozialgeschichtlich von Bedeutung | 09277514 |
| Direkt Bild zu diesem Denkmal hochladen | Wohnstallhaus                                                                  | Dorfstraße 27 (Karte)       | 1713 (Wohnstallhaus)                                                                                       | Wohnstallhaus; ortsbildtypisch und hochgradig ursprünglich erhalten, baugeschichtlich und sozialgeschichtlich von Bedeutung | 09277559 |
| Direkt Bild zu diesem Denkmal hochladen | Wohnstallhaus                                                                  | Dorfstraße 28 (Karte)       | 18. Jh. (Wohnstallhaus)                                                                                    | Wohnstallhaus mit integriertem Wirtschaftsteil; trotz Veränderungen ortsbildtypische Bauweise erkennbar, baugeschichtlich und sozialgeschichtlich von Bedeutung | 09277513 |
| Direkt Bild zu diesem Denkmal hochladen | Wohnstallhaus                                                                  | Dorfstraße 29 (Karte)       | 2. Hälfte 18. Jh. (Wohnstallhaus)                                                                          | Wohnstallhaus (ohne Anbau) und Fachwerkscheune; ortstypisch und weitgehend ursprünglich erhalten, baugeschichtlich und wirtschaftsgeschichtlich von Bedeutung | 09277562 |
| Direkt Bild zu diesem Denkmal hochladen | Wohnstallhaus                                                                  | Dorfstraße 30 (Karte)       | 1. Hälfte 19. Jh., womöglich älter (Wohnstallhaus)                                                         | Ehemaliges Wohnstallhaus; Obergeschoss Fachwerk verbrettert, weitgehend in der Konstruktion erhalten, baugeschichtlich von Bedeutung | 09277563 |
| Direkt Bild zu diesem Denkmal hochladen | Wohnstallhaus                                                                  | Dorfstraße 34 (Karte)       | 1704 (Dachwerk); Anfang 19. Jh. umgebaut (Wohnstallhaus)                                                   | Wohnstallhaus; Obergeschoss Fachwerk verbrettert, Konstruktion erhalten, baugeschichtlich von Bedeutung | 09277565 |
| Direkt Bild zu diesem Denkmal hochladen | Wohnstallhaus                                                                  | Dorfstraße 36 (Karte)       | Mitte 19. Jh. (Wohnstallhaus)                                                                              | Wohnstallhaus; hochgradig im ursprünglichen Aussehen erhalten, baugeschichtlich von Bedeutung | 09277566 |
| Direkt Bild zu diesem Denkmal hochladen | Wohnstallhaus                                                                  | Dorfstraße 38 (Karte)       | 2. Hälfte 18. Jh. (Wohnstallhaus)                                                                          | Wohnstallhaus; ortstypisch, Kubatur und Dachstuhl ursprünglich erhalten, baugeschichtlich und sozialgeschichtlich von Bedeutung | 09277567 |
|                                         | Schule                                                                         | Dorfstraße 43 (Karte)       | um 1900 (Schule)                                                                                           | Ehemalige Schule; ortshistorisch von Bedeutung. Dorfschule in typischer Position in Kirchnähe; bescheidenes historistisches Dekor; zweigeschossiger Putzbau auf Bruchsteinsockel, flacher gegiebelter Mittelrisalit, Gurtgesims, Putz-Fensterrahmen, Eckquaderungen, Krüppelwalmdach; Veränderungen im Risalitgiebel; bau- und ortsgeschichtliche Bedeutung (LfD/2011).                                                                               | 09277570 |
| Direkt Bild zu diesem Denkmal hochladen | Wohnhaus                                                                       | Dorfstraße 44 (Karte)       | 2. Hälfte 19. Jh. (Wohnhaus)                                                                               | Wohnhaus; Obergeschoss Fachwerk verbrettert, in Aussehen und Konstruktion gut erhaltenes Beispiel später ländlicher Holzbauweise, baugeschichtlich von Bedeutung | 09277571 |
| Direkt Bild zu diesem Denkmal hochladen | Wohnstallhaus                                                                  | Dorfstraße 47 (Karte)       | vor 1800 (Wohnstallhaus)                                                                                   | Wohnstallhaus; ortstypische Bauweise, weitgehend in Aussehen und Funktionsbereichen erhalten, baugeschichtlich und sozialgeschichtlich von Bedeutung | 09277581 |
| Direkt Bild zu diesem Denkmal hochladen | Wohnstallhaus                                                                  | Dorfstraße 49 (Karte)       | 18. Jh. (Kern)                                                                                             | Erzgebirgisches Wohnstallhaus; ohne gravierende Veränderungen, typisch für das besondere Ortsbild Fürstenaus mit baugeschichtlicher Bedeutung. | 09300856 |
| Direkt Bild zu diesem Denkmal hochladen | Wohnhaus                                                                       | Dorfstraße 54 (Karte)       | 1. Hälfte 19. Jh. (Wohnhaus)                                                                               | Wohnhaus; ortstypische Bauweise mit baugeschichtlicher Bedeutung. | 09277579 |
| Direkt Bild zu diesem Denkmal hochladen | Wohnstallhaus und Scheune                                                      | Dorfstraße 62 (Karte)       | vor 1800 (Wohnstallhaus)                                                                                   | Wohnstallhaus und Scheune eines Zweiseithofes; Wohnstallhaus Obergeschoss Fachwerk, Holzkonstruktionen erhalten, baugeschichtlich von Bedeutung | 09277577 |
| Direkt Bild zu diesem Denkmal hochladen | Wohnstallhaus                                                                  | Dorfstraße 64 (Karte)       | um 1800 (Wohnstallhaus)                                                                                    | Wohnstallhaus eines Zweiseithofes; bis ins Detail ursprünglich erhalten mit baugeschichtlicher Bedeutung, Besonderheit: Holzschindeldach | 09277578 |
| Direkt Bild zu diesem Denkmal hochladen | Wohnhaus                                                                       | Dorfstraße 67 (Karte)       | 19. Jh. (Wohnhaus)                                                                                         | Wohnhaus; mit Reetdeckung, trotz unpassender Gaupe weitgehend landschaftstypisch, Seltenheitswert, baugeschichtlich und sozialgeschichtlich von Bedeutung | 09277574 |
| Direkt Bild zu diesem Denkmal hochladen | Wohnstallhaus                                                                  | Dorfstraße 70 (Karte)       | 2. Hälfte 18. Jh. (Wohnstallhaus)                                                                          | Wohnstallhaus; sog. Erzgebirgskammhaus, ortstypisch, Kubatur und Dachstuhl ursprünglich, baugeschichtlich und sozialgeschichtlich von Bedeutung | 09277573 |
| Direkt Bild zu diesem Denkmal hochladen | Wohnhaus und Seitengebäude                                                     | Dorfstraße 71 (Karte)       | 2. Hälfte 18. Jh. (Wohnhaus); bez. 1908 (Stall-/Wirtschaftsgebäude)                                        | Wohnhaus und Seitengebäude; bis in Details hochgradig original erhalten, ortsbildtypisch, baugeschichtlich und sozialgeschichtlich von Bedeutung | 09277575 |
| Direkt Bild zu diesem Denkmal hochladen | Wohnhaus                                                                       | Dorfstraße 75 (Karte)       | vor 1800 (Wohnhaus)                                                                                        | Wohnhaus; ortstypischer Bau, baugeschichtlich und sozialgeschichtlich von Bedeutung | 09277576 |
| Direkt Bild zu diesem Denkmal hochladen | Wohnstallhaus                                                                  | Dorfstraße 80 (Karte)       | vor 1800 (Wohnstallhaus)                                                                                   | Wohnstallhaus; sog. Erzgebirgskammhaus, ortstypisch, weitgehend in seinen Funktionsteilen erhalten, baugeschichtlich und sozialgeschichtlich von Bedeutung | 09277580 |
| Direkt Bild zu diesem Denkmal hochladen | Wohnstallhaus                                                                  | Müglitztalstraße 24 (Karte) | 2. Hälfte 19. Jh. (Wohnstallhaus)                                                                          | Wohnstallhaus und Scheune sowie Stallanbau eines Zweiseithofes; zum großen Teil ursprünglich erhaltene Hofanlage, baugeschichtlich, sozialgeschichtlich und straßenbildprägend von Bedeutung | 09277539 |
| Weitere Bilder                          | Hartmannmühle                                                                  | Müglitztalstraße 26 (Karte) | nach 1800, erwähnt aber schon 17. Jh. (Mühle)                                                              | Wohnmühlenhaus (mit Technik) und Wasserbau (Wehr und Graben) sowie Seitengebäude eines Mühlenanwesens; Wohnmühlenhaus Obergeschoss Fachwerk, hochgradig ursprünglich erhalten und wiederhergestellt, architektonische, technikgeschichtliche und ortshistorische Bedeutung. | 09277538 |
| Direkt Bild zu diesem Denkmal hochladen | Wohnstallhaus und Fachwerkscheune                                              | Müglitztalstraße 27 (Karte) | 18. Jh. (Wohnstallhaus)                                                                                    | Wohnstallhaus und Fachwerkscheune eines exponiert liegenden Zweiseithofes. | 09277542 |

## Ausführliche Denkmaltexte
1. ↑  
Auf über 700 m Höhe findet sich eine Waldhufenstruktur, deren Hufe fast rechtwinklig von Gewässer und Hauptweg abgehen und sich in bemerkenswerter Regelmäßigkeit erhalten haben. Größtenteils zweireihig bebaut, wird ein Teil des Oberdorfes derart vom Hochmoor „bedrängt“, dass zwischendurch nur Einreihigkeit besteht. Bemerkenswert sind die größtenteils im 18. Jahrhundert entstandenen, weit auseinander stehenden Erdgeschosshäuser, die das Ortsbild in regional kaum vergleichbarer Weise prägen. Sie können auch deswegen wirken, weil sich verklärender Zubau moderner Zeit hier in Grenzen hält und die Struktur nicht verklärt. Der Haustyp ist gekennzeichnet durch klimabedingte Niedrigkeit und bis zu 80 cm starke Außenwände. Die Feldsteinmauerwerke sind verputzt und weiß getüncht. Bis zu drei Viertel des lang gestreckten Grundrisses sind Wirtschaftsraum (im 19. Jahrhundert erweitert), ansonsten folgt das Grundschema dem des sog. Mitteldeutschen Wohnstallhauses und dessen Aufteilung in Wohnteil, Flur und Stall-/Wirtschaftsteil. Außen prägen auch die hölzernen Vorhäuschen und zum Teil noch holzverschindelte, im Fischgrätmuster gehaltene Giebelseiten das Bild (LfD/2011).
2. ↑  
Die Pfarrkirche wurde an der Stelle eines spätgotischen Vorgängerbaus 1885–1887 nach den Plänen Ch.G. Schramms errichtet und ist mit ihrer Mischung aus romanischen und gotischen Stilelementen für eine dörfliche Umgebung des oberen Erzgebirges eher untypisch. Der einschiffige Bau mit Südturm hat einen 3/8-Chorschluss; im Innern hölzernes Tonnengewölbe, eingeschossige Emporen und Sandsteintaufe 16.Jh. Zinnerne Taufschale bez. 1683, Eule-Orgel von 1885; an der südlichen Außenwand bemerkenswerter barocker Grabstein: zwei Figuren in einer Herz-Mandorla, gehalten von zwei Engeln; der mit einer verputzten Bruchsteinmauer eingefriedete Kirchhof hat nach West ansteigendes Bodenrelief; bau- und ortsgeschichtliche sowie z. T. künstlerische Bedeutung (LfD/2011).
3. ↑  
Wohnstallhaus;  sog.  Eingeschosshaus  des  Erzgebirgskammes  aus  dem  18.  Jh.,  mit  gedrungenem Baukörper  und  tief  herunter  gezogenem,  schiefergedecktem  Satteldach  mit  liegender  Konstruktion  (eine Seite  mit  verunklärender  späterer  Schleppgaupe);  sehr  starke  verputzte  Feldsteinaußenwände  mit weitgehend  intaktem  Wand-Öffnungs-Verhältnis;  ehemaliger  Stallteil  nicht  mehr  vorhanden  bzw.  von  außen nicht  mehr  sichtbar;  besondere  baugeschichtliche  Relevanz,  als  Bestandteil  eines  für  die  Hausforschung wichtigen  Dorfensembles  auch  von  wissenschaftlichem  Wert,  damit  verbunden  städtebauliche  und landschaftsgestaltende Bedeutung (LfD/2011).
4. ↑  
Ländliches Wohnhaus, regionaltypisches Erzgebirgskammhaus, eingeschossiger, im Wandbereich geglätteter Massivbau (z. B. Naturstein-Fenstergewände unter Putz, Verlust der Sprossenfenster), mit Wetterhäuschen, steiles, tief herunter gezogenes Satteldach mit liegender Konstruktion und ohne Ausbauten, schöne diagonale Holzverschindelung der Giebel;  baugeschichtliche Bedeutung, als Bestandteil eines für die Hausforschung wichtigen Dorfensembles auch von wissenschaftlichem Wert (LFD/2011).
5. ↑  
Hartmannmühle; Wohnmühlenhaus und Scheune eines Mühlenanwesens am Oberlauf der Müglitz an der böhmischen Grenze; das Wehr befindet sich direkt an der Grenze, von dort verläuft der Graben; die Technik im Haus wohl zumindest teilweise verloren; das Wohnmühlenhaus, dessen baulicher Kern bis ins 17. Jahrhundert reicht, ist hochgradig ursprünglich erhalten bzw. in diesem Sinne wieder hergestellt; massives Erdgeschoss mit zwei korbbogigen Sandstein-Türgewänden, OG großteils Sichtfachwerk mit Holzfenstern in originaler Größe und sechsfeldrig geteilt, teils Verbretterung, Giebel ebenfalls verbrettert bzw. ornamental verschindelt, gedrungenes Krüppelwalmdach mit liegendem Stuhl, 2x5 Fledermausgaupen und Holzschindeldeckung; das recht authentische Anwesen, leider wieder ohne Nutzung und Bewohner, stand schon zu DDR-Zeit unter Denkmalschutz wegen seiner bau- und ortsgeschichtlichen Bedeutung (LfD/2011).
6. ↑   
Wohnstallhaus Obergeschoss Fachwerk verbrettert, von ursprünglicher Struktur und originalem Aussehen, baugeschichtlich und wirtschaftsgeschichtlich von Bedeutung. Exponiert liegender Zweiseithof aus Wohnstallhaus und Fachwerkscheune, Wohnstallhaus: Erdgeschoss  massiv, Eingangsseite Sichtfachwerk, Obergeschoss-Fenster in originaler Größe, steiles Satteldach, Kern des Gebäudes wohl 18. Jahrhundert, Scheune verbrettert; weitgehend authentisch, u. a. baugeschichtliche Bedeutung (LfD/2011).